# Leopoldo Vaccà Berlinghieri
Leopoldo Vaccà Berlinghieri (Montefoscoli, 1768 – Lerici, 4 giugno 1809) è stato un militare italiano,  con importanti incarichi di governo in Toscana durante il periodo giacobino-napoleonico.

## Biografia
Politico, patriota di idee giacobino-repubblicane, militare toscano, figlio di Francesco, lettore di chirurgia teorica all'Università di Pisa, fratello di Andrea Vaccà Berlinghieri, anch'egli insigne medico e professore della medesima università.
Il padre era cugino in primo grado della madre del medico Francesco Chiarenti, anch'egli repubblicano, e futuro triumviro nel 1800-1801.
Leopoldo, come il fratello, su fervente patriota durante il periodo delle repubbliche giacobine sorte in Italia in seguito alla Rivoluzione francese e all'occupazione francese della penisola negli anni successivi (dal 1796 in poi).
Partecipò a diversi scontri militari che opposero Francia, Austria e Russia, ma anche italiani giacobini-liberali-rivoluzionari a italiani legittimisti-antirivoluzionari-conservatori (per esempio nelle guerre di Toscana del 1799-1801 eserciti toscani contrapposti si scontrarono più volte).
Capitano del Battaglione etrusco formatosi per affiancare l'esercito francese che occupava la toscana e poi inquadrato nella Legione italica dell'Esercito francese nel 1799, partecipò alla difesa di Genova (1800).
Dopo la Battaglia di Marengo (14 giugno 1800), partecipò alla rioccupazione francese della Toscana, venendo proposto nel 1800 alla carica di Presidente del Buon Governo per tutta la Toscana (si opposero però, con successo, i conservatori rappresentanti del Granduca in esilio, con i quali i francesi si dimostrarono molto accondiscendenti).
Verrà comunque nominato - su pressione di Napoleone -, insieme a Filippo Stecchi e Giovanni Magini, responsabile del Comitato di polizia, con giurisdizione su tutto il territorio dello stato toscano.
Nel gennaio 1801 fu inviato a governare Siena appena tolta ai legittimisti di Ferdinando III di Toscana.
Nello stesso mese di gennaio 1801 Vaccà fu incaricato dal comandante delle truppe francesi in Toscana Miollis di formare un Reggimento di gendarmeria a cavallo su modello di quella francese. Totale effettivi previsti: 1560. Vaccà fu nominato generale di brigata. Ogni comunità toscana doveva contribuire con denari e cavalli. L'organizzazione venne data a Francesco Niccolini, patriota pisano, comandante del primo squadrone di Firenze. Il progetto fu però ostacolato dagli stessi francesi (dopo la partenza del Miollis) e da parti della stessa amministrazione toscana (particolarmente dura fu l'opposizione del magistrato di Livorno).
Ai primi di febbraio del 1801, essendo amico dei corsi Giuseppe Bonaparte e Antoine Christophe Saliceti, Leopoldo fu inviato (forse su suggerimento di Gioacchino Murat per levarselo di torno) a Parigi per perorare la causa della istituzione della Repubblica toscana (a Firenze la cosa si dava per sicura, tanto che in quei giorni si discuteva già allo stemma del nuovo Stato).
Dopo i Trattati di Lunéville del 1801, la cessione della Toscana a Ludovico I di Borbone - per volere di Murat - e la soppressione del triumvirato e il reintegro di tutti i funzionari del granduca Ferdinando III di Toscana, il Reggimento di gendarmeria a cavallo venne trasferito a Lucca e messo sotto il controllo della Legione italica, ovvero dell'Armée francese.
Alcuni repubblicani speravano in lui per ricreare un esercito toscano repubblicano.
Nel 1802 Leopoldo tornò nell'esercito francese con il grado di luogotenente colonnello, ma non abbandonò mai i suoi propositi di lottare per l'indipendenza della Toscana e dell'Italia, come dimostra questa lettera al fratello Andrea del luglio 1807:
io non voglio mai credere che il mio coraggio, i miei sacrifizi, l'amore del mio paese e la mia virtù, che serberò sempre incorrotta, non mi mettano un giorno in grado di essere utile alla mia patria […] Io sono troppo felice quando mi è permesso solamente di figurarmi di combattere per una causa sì bella […] Sappi che più d'una volta io sono stato sul punto, nel tempo della mia emigrazione, di prendere un'influenza enorme, che avrei tutta rivolta al bene della nostra Italia. Alcune combinazioni disgraziate vi si sono opposte, ma non mi hanno sgomentato. [...] La guerra è causa di molti guai; ma la guerra salva le nazioni dalla oppressione. Questa è dunque l'arte più bella e più degna d'un partigiano delle libertà
Fu la morte, per malattia, sopravvenuta il 4 giugno 1809, a stroncare i progetti romantici di Leopoldo. Qualcuno ha suggerito di mettere in collegamento questi ambiziosi piani anche con il fatto che nel 1807 Leopoldo aveva sposato Sophie Caudeiron, figlia di Louis François, morto nel 1804, a suo tempo legato al Comitato di salute pubblica, terrorista e incarcerato al tempo della congiura di Ceracchi.
Sophie, rimasta vedova, sposerà il cognato Andrea e sarà in contatto con Giacomo Leopardi, Pietro Giordani, Giuseppe Castinelli e Giovanni Carmignani.
Di lui rimangono, nell'archivio di famiglia a Montefoscoli, nelle Colline pisane, molte lettere, in gran parte trascritte dalla pronipote Laura Vaccà Giusti nell'ultimo ventennio dell'Ottocento; resta inoltre un diario dell'avventurosa campagna militare in Portogallo (in francese), steso dal compagno di spedizione colonnello Dulong.

## Opere scritte
- Discorso del citt[adino] municipalista Leopoldo Vaccà Berlinghieri letto nella seduta pubblica della Municipalità di Pisa del dì 11 fiorile anno 7 rep[pubblicano] in replica ad una petizione relativa al prezzo del grano fatta alla Municipalità nella precedente seduta pubblica del 4 fiorile anno 7 rep. e stampato per suo ordine, Pisa, A. Peverata e Compagni 1799.
- Un patriotta a' suoi concittadini, s.l., s.d., [Pisa, 1799], poi ne «Il Monitore fiorentino», n. 59, 13 pratile / 1º giugno 1799.
- Memoires sur les manoeuvres de l'Infantérie et sur les fortifications, Grenoble, J.M. Cuchet 1806.
- Extrait d'une lettre de M. Léopold Vaccà Berlinghieri à J.C. Delamétherie, sur l'électricité animale, and suite des expériences sur l'électricité animale, Extrait du bulletin de la Société philomatique, «Observations sur la physique», 41 (1792), pp. 314–316; 42 (1793), pp. 289–291.
- Examen des opérations et des travaux de César au siège d'Alesia, Lucques, Bertini 1812
- Adresse des Patriotes toscans réfugiés à Gênes au Corps legislative de la République Française, Genova, 28 luglio 1799, ms. Archivi Nazionali di Parigi, pubbl. in appendice a I. Tognarini, Orientamenti politici e gruppi dirigenti nella Toscana di fine ‘700, in A. M. Isastia (a cura di), Il 1789 in Toscana. Il granducato al tempo della rivoluzione francese, Firenze, Le Monnier, 1990